# Amphimoea walkeri
Amphimoea walkeri – gatunek motyla z rodziny zawisakowatych.

## Morfologia i rozmnażanie
Rozpiętość skrzydeł motyla wynosi 147–164 mm. Występuje dymorfizm płciowy: samice przekraczają rozmiarami samce. Motyl cechuje się niezwykle długą proboscis do picia nektaru z kielicha kwiatowego, samemu będąc zawieszony nad nim. Można spotkać się z opinią, że jest ona najdłuższa wśród owadów świata. Na skraju brzucha samic znajduje się gruczoł wydzielający feromony, używane dla przywabiania samców w celach rozrodczych. Larwy żywią się na roślinach z rodziny flaszowcowatych (Annonaceae): na pewno na Anaxagorea crassipetala, a być może i na innych jej przedstawicielach.

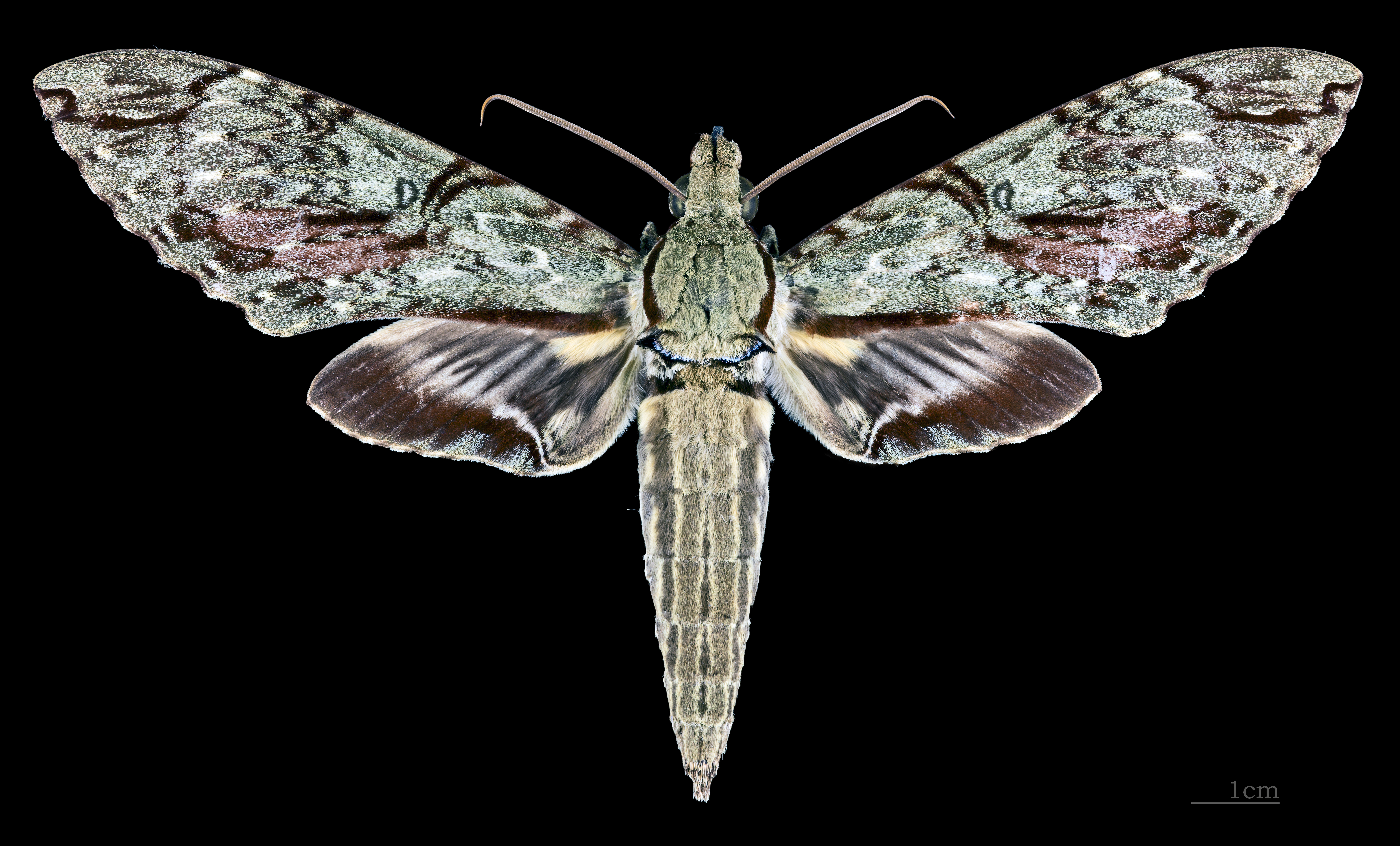
Amphimoea walkeri ♂
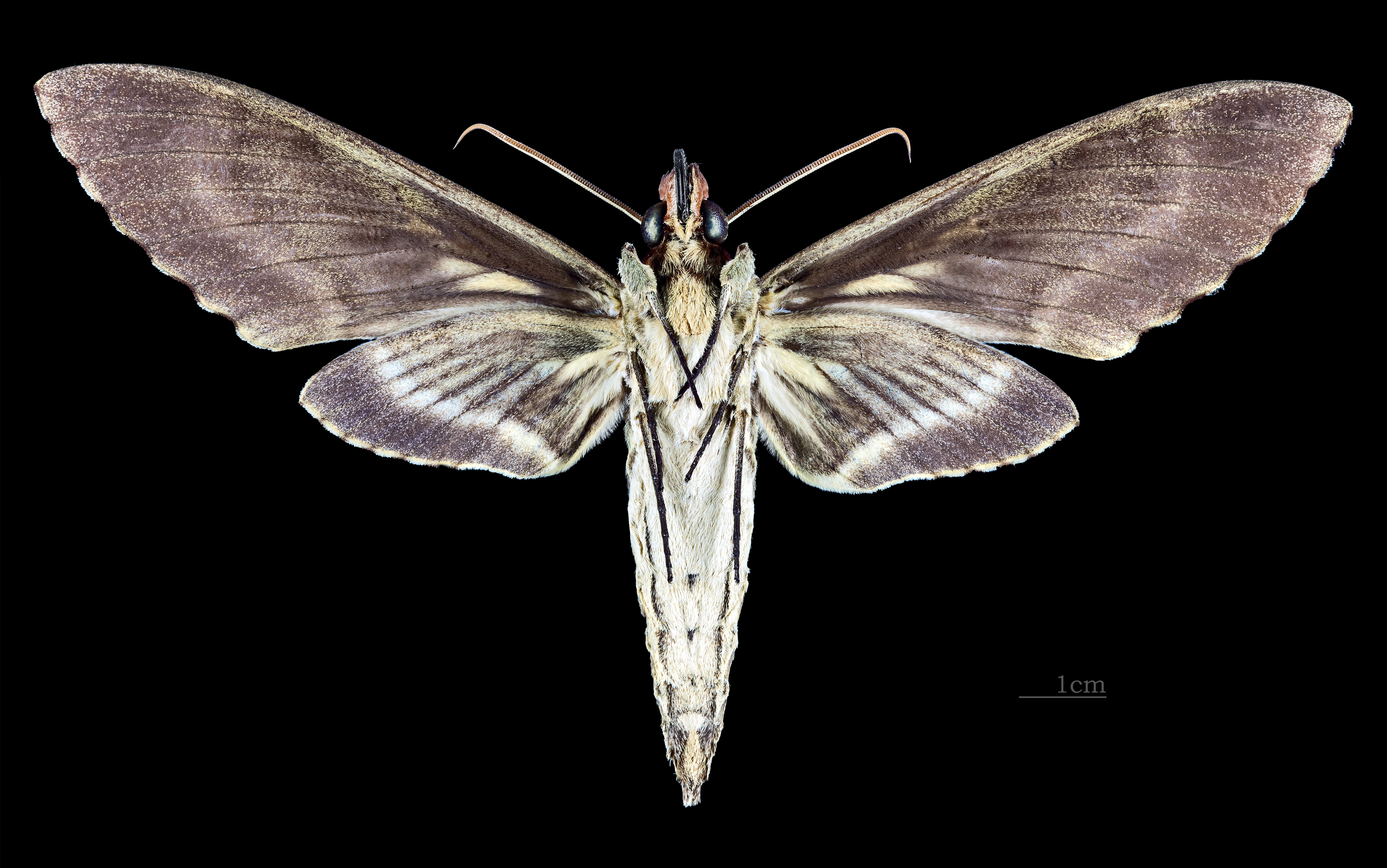
Amphimoea walkeri ♂  △
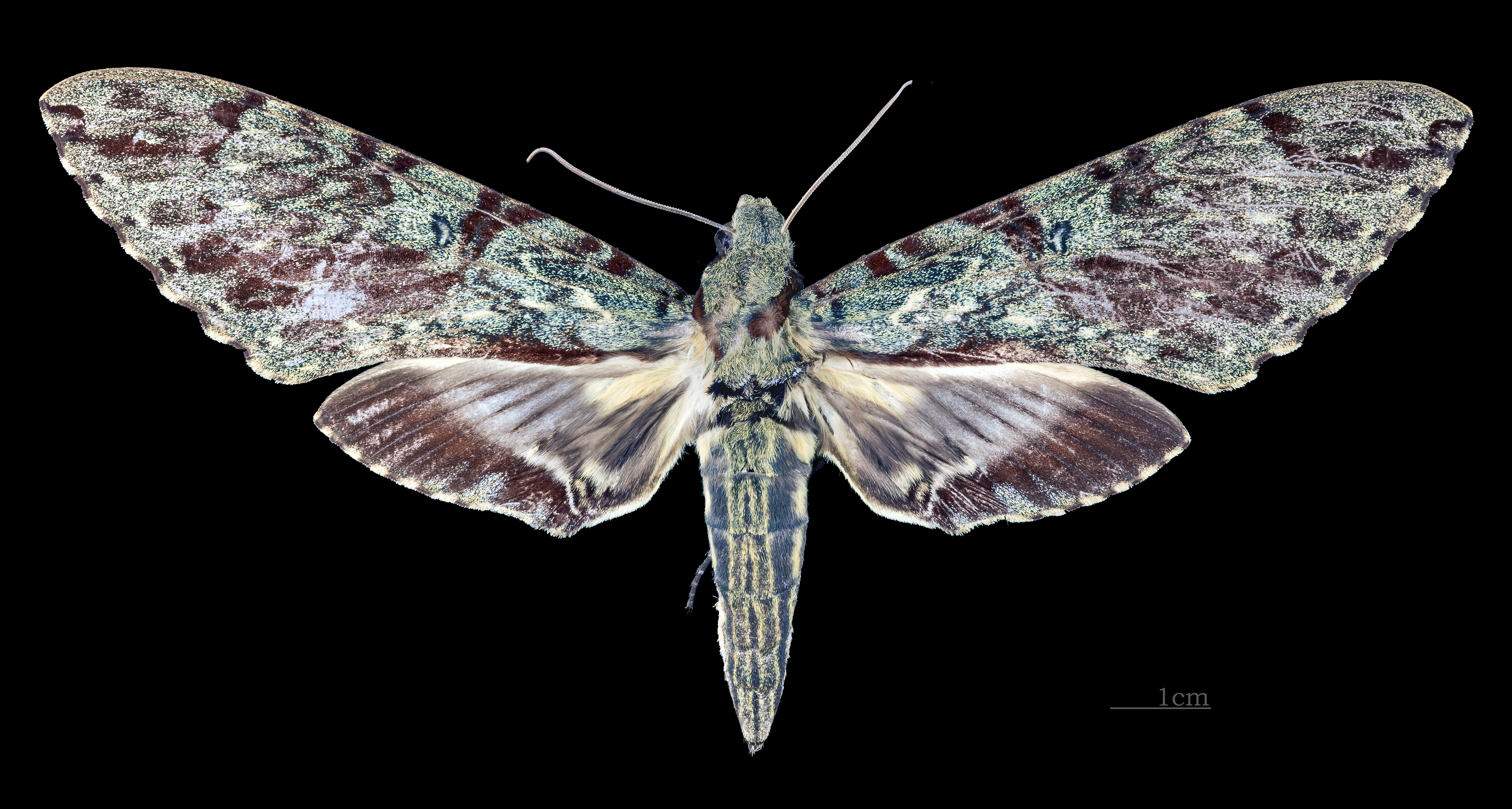
Amphimoea walkeri ♀
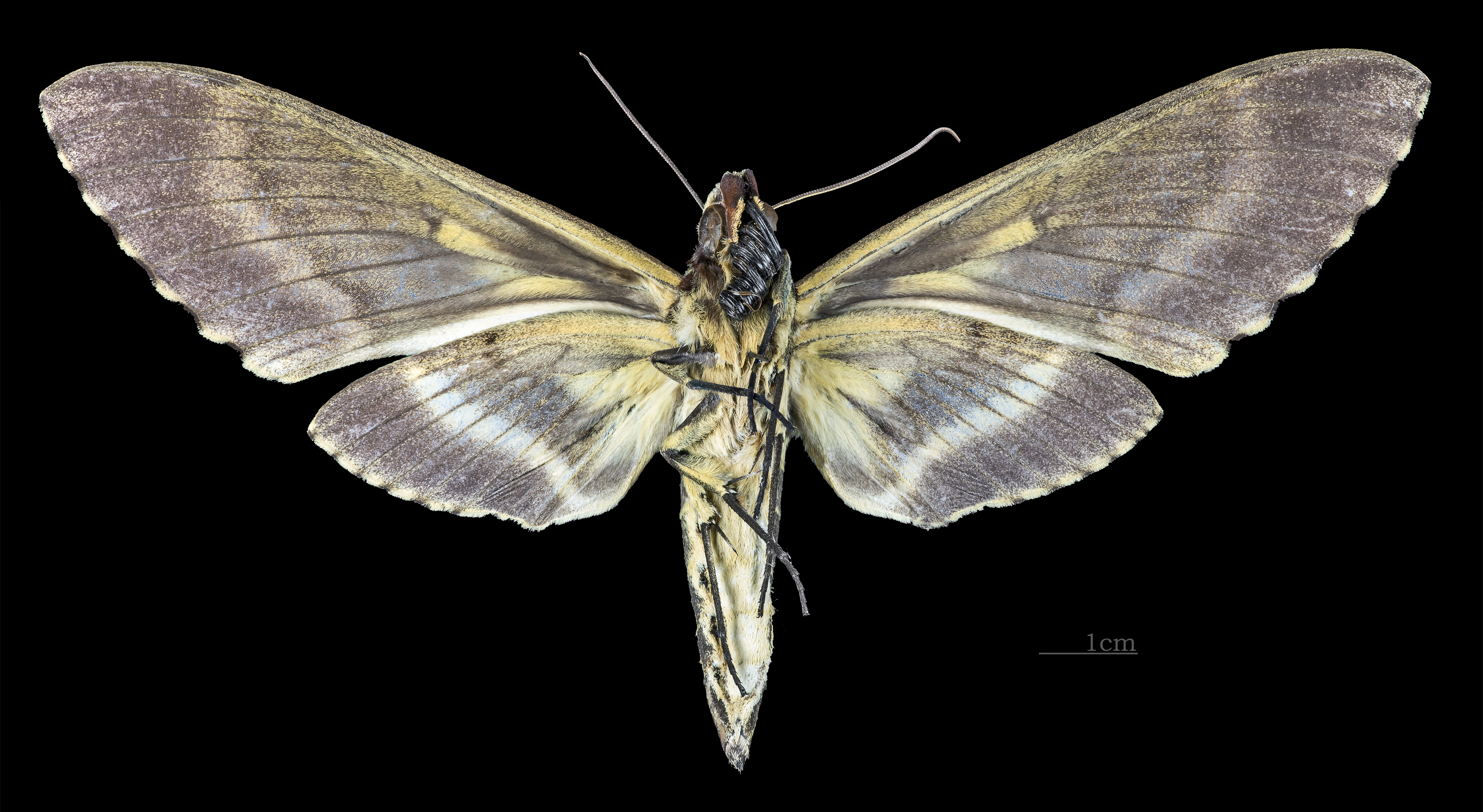
Amphimoea walkeri ♀ △

## Występowanie
Owad występuje w Ameryce od Meksyku do Argentyny. Spotyka się go w następujących krajach:
- Argentyna
- Belize
- Boliwia
- Brazylia
- Gujana
- Gwatemala
- Honduras
- Kostaryka
- Meksyk
- Nikaragua
- Paragwaj[3]
- Wenezuela

Lokalizacja typowa znajduje się w Gujanie. Siedlisko zwierzęcia stanowi nizinny wilgotny las równikowy.